# Ministério Público do Estado da Paraíba
O Ministério Público do Estado da Paraíba (MPPB) é o ministério público do estado da Paraíba, fiscal da lei e da ordem pública no território de sua competência. O MPPB é instituição permanente, essencial à função jurisdicional do Estado, incumbindo-lhe a defesa da ordem jurídica, do regime democrático e dos interesses sociais e individuais indisponíveis.